# Foucarville
Foucarville is een plaats en voormalige gemeente in het Franse departement Manche in de regio Normandië en telt 132 inwoners (2004).
De plaats maakt deel uit van het arrondissement Cherbourg-Octeville en is op 1 januari 2016 opgegaan in de gemeente Sainte-Mère-Église.

## Geografie
De oppervlakte van Foucarville bedraagt 5,1 km², de bevolkingsdichtheid is 25,9 inwoners per km².
De onderstaande kaart toont de ligging van Foucarville met de belangrijkste infrastructuur en aangrenzende gemeenten.

## Demografie
Onderstaande figuur toont het verloop van het inwonertal (bron: INSEE-tellingen).

Beuzeville-au-Plain · Carquebut · Chef-du-Pont · Écoquenéauville · Foucarville · Ravenoville · Sainte-Mère-Église